# Lijst van Belgische ministers van Gelijke Kansen
Dit is een lijst van Belgische ministers en staatssecretarissen van Gelijke Kansen.

## Lijst
| Minister/Staatssecretaris                 | Minister/Staatssecretaris  | Partij | Partij  | Begin            | Einde            | Regering(en)                                 | Bevoegdheid                                                              |
| ----------------------------------------- | -------------------------- | ------ | ------- | ---------------- | ---------------- | -------------------------------------------- | ------------------------------------------------------------------------ |
|                                           | Miet Smet (1943-2024)      |        | CVP     | 7 maart 1992     | 12 juli 1999     | Dehaene I en II                              | Minister belast met het Beleid van Gelijke Kansen voor Mannen en Vrouwen |
| vacant (12 juli 1999 - 14 november 2003)  |                            |        |         |                  |                  |                                              |                                                                          |
|                                           | Marie Arena (1966)         |        | PS      | 14 november 2003 | 18 juli 2004     | Verhofstadt II                               | Minister van Gelijke Kansen                                              |
|                                           | Christian Dupont (1947)    |        | PS      | 18 juli 2004     | 21 december 2007 | Verhofstadt II                               | Minister van Gelijke Kansen                                              |
| vacant (21 december 2007 - 20 maart 2008) |                            |        |         |                  |                  |                                              |                                                                          |
|                                           | Joëlle Milquet (1961)      |        | cdH     | 20 maart 2008    | 22 juli 2014     | Leterme I, Van Rompuy, Leterme II en Di Rupo | Minister van Gelijke Kansen                                              |
|                                           | Melchior Wathelet (1977)   |        | cdH     | 22 juli 2014     | 11 oktober 2014  | Di Rupo                                      | Minister van Gelijke Kansen                                              |
|                                           | Elke Sleurs (1968)         |        | N-VA    | 11 oktober 2014  | 24 februari 2017 | Michel I                                     | Staatssecretaris voor Gelijke Kansen                                     |
|                                           | Zuhal Demir (1980)         |        | N-VA    | 24 februari 2017 | 9 december 2018  | Michel I                                     | Staatssecretaris voor Gelijke Kansen                                     |
|                                           | Kris Peeters (1962)        |        | CD&V    | 9 december 2018  | 1 juli 2019      | Michel II                                    | Minister belast met Gelijke Kansen                                       |
|                                           | Wouter Beke (1974)         |        | CD&V    | 1 juli 2019      | 2 oktober 2019   | Michel II                                    | Minister belast met Gelijke Kansen                                       |
|                                           | Nathalie Muylle (1969)     |        | CD&V    | 2 oktober 2019   | 1 oktober 2020   | Michel II, Wilmès I en II                    | Minister belast met Gelijke Kansen                                       |
|                                           | Sarah Schlitz (1986)       |        | Ecolo   | 1 oktober 2020   | 26 april 2023    | De Croo                                      | Staatssecretaris voor Gelijke Kansen en Gendergelijkheid                 |
|                                           | Marie-Colline Leroy (1984) |        | Ecolo   | 2 mei 2023       | 3 februari 2025  | De Croo                                      | Staatssecretaris voor Gelijke Kansen en Gendergelijkheid                 |
|                                           | Rob Beenders (1979)        |        | Vooruit | 3 februari 2025  | heden            | De Wever                                     | Minister van Gelijke Kansen                                              |